# St Day
St Day est une paroisse civile et un village des Cornouailles, en Angleterre.